# Danny Boffin
Daniel "Danny" Edouward Boffin (født 10. juli 1965 i Sint-Truiden, Belgien) er en tidligere belgisk fodboldspiller (venstre kant).
Boffin spillede i løbet af sin karriere for fire klubber i Belgien og én i Frankrig. Størst succes havde han i løbet af sine seks sæsoner hos Anderlecht, som han var med til vinde tre belgiske mesterskaber med. I Frankrig spillede han for FC Metz, som han hjalp til en andenplads i Ligue 1 i sæsonen 1997-98.
Boffin spillede desuden 53 kampe og scorede ét mål for det belgiske landshold. Med belgierne var han med til både VM i 1994, 1998 og 2002. I de to første turneringer opnåede han tilsammen spilletid i fem kampe, mens han ikke var på banen i 2002.